# Wilhelm Frick Buchhandlung

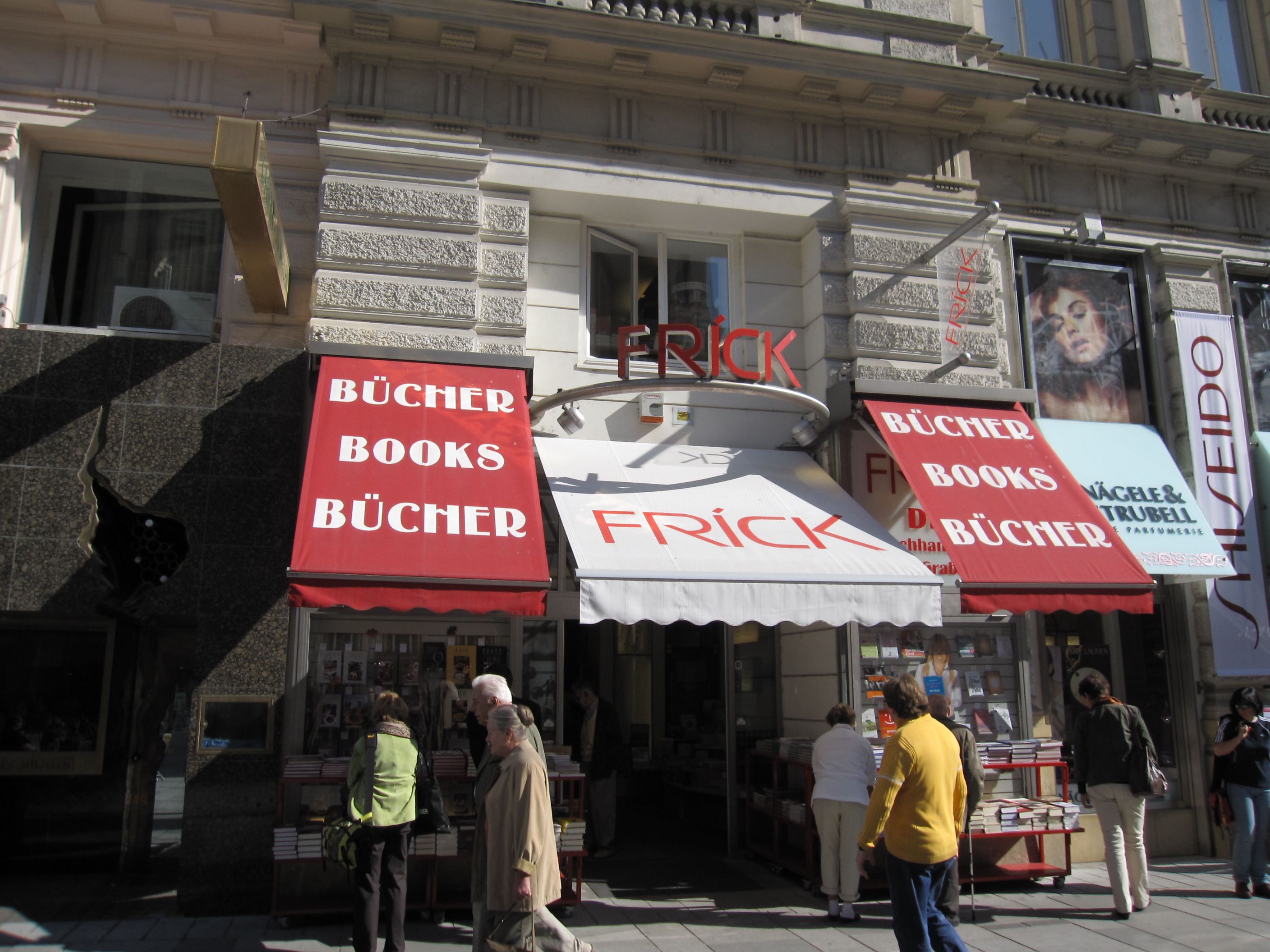
Buchhandlung Frick am Graben

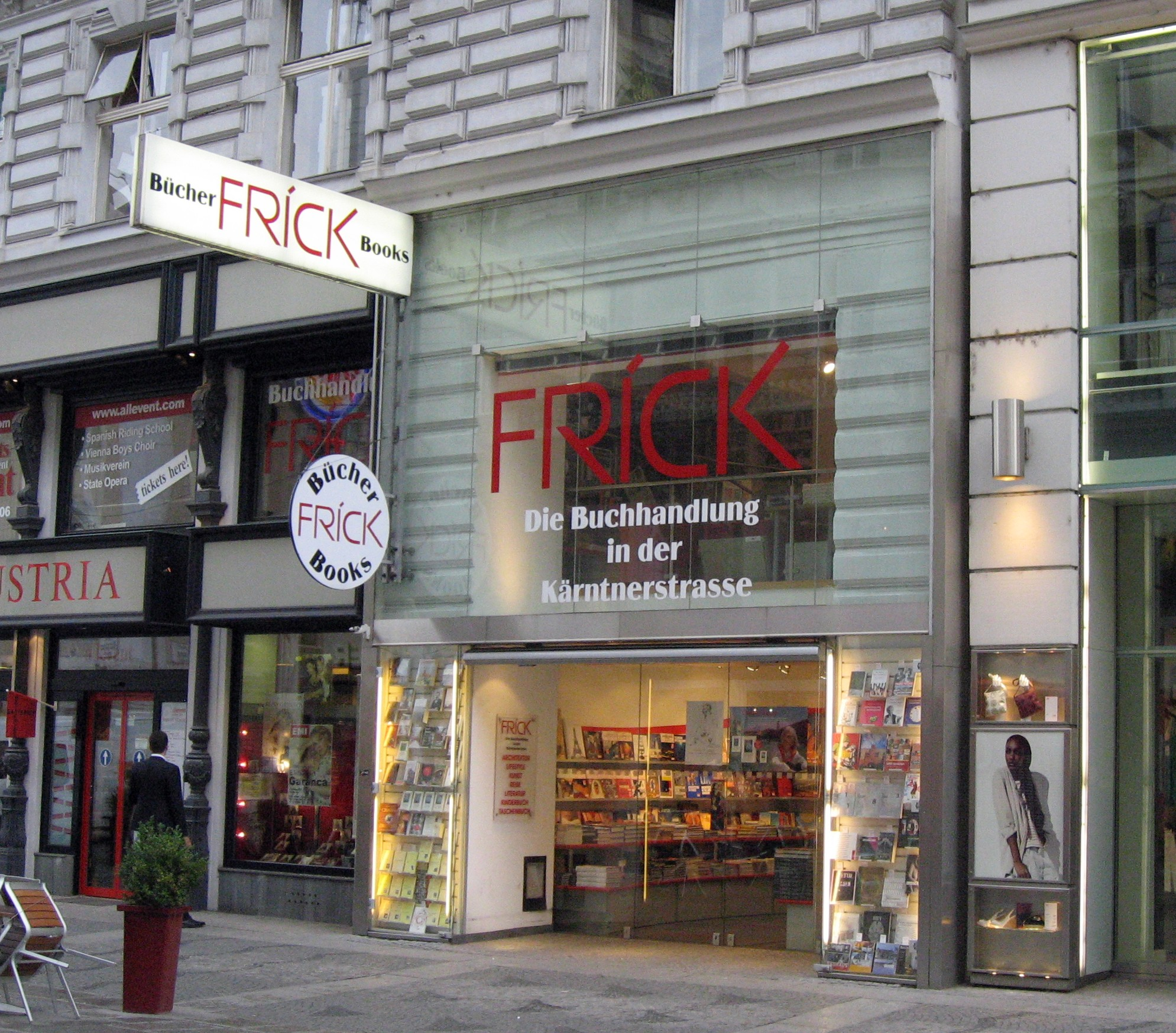
Filiale Kärntner Straße

Das Unternehmen Wilhelm Frick ist ein Wiener Buchverlag und ehemaliger k.u.k. Hoflieferant. Die Adresse ist am Graben 27 im 1. Wiener Gemeindebezirk Innere Stadt.

## Geschichte

### Anfänge bis 1868
Die Ursprünge dieser Wiener Buchhandlung gehen auf Johann Thomas Trattner zurück, der um 1719 in Jahrmannsdorf bei Güns geboren wurde. Als Waisenkind erhielt er von Verwandten eine Lehrstelle in der Buchdruckerei S. Müller in Wiener Neustadt vermittelt, wo er sein Handwerk erlernte und seinen Leitspruch wählte: „Altius labore et favore“, was so viel bedeutet wie „Empor durch Arbeit und Gunst“.
Trattner war ein Mensch, der stets nach mehr strebte. Durch eine Reformation der Buchdruckkunst und immer auf der Suche nach Privilegien und Monopolen, schuf er Organisationen, die selbst sein Leben überdauerten. Noch kurz vor seinem Tod führte er sieben Buchhandlungen, fünf Buchdruckereien, 18 Bücherniederlagen und zwei Papierfabriken. Der Wiener Buchdrucker konnte außerdem Werke von fremdsprachigen Autoren drucken, da ihm dies durch die österreichischen Gesetze und die finanzpolitische Auffassung seiner Zeit ermöglicht wurde.
1751 erhielt Johann Trattner von Maria Theresia die Stelle des Hofbuchhändlers und am 28. Jänner 1752 wurde ihm die Erlaubnis erteilt, selbst einen Buchladen zu eröffnen, der bald zu der ersten Buchhandlung der Stadt wurde.
Nach dem Verlust all seiner Kinder hinterließ Trattner sein gesamtes Vermögen und seinen Besitz seinen Enkelkindern Franziska und Johann Thomas Edlen von Trattner, der 1776 geboren wurde und als Geschäftsnachfolger bestimmt wurde. Dieser verkaufte bereits 1805 die Buchhandlung an Josef Kalefanz Tendler, der sie später an seinen Sohn Franz weitergab.
Die Firma wurde in den darauffolgenden Jahren mehrmals umbenannt: Tendler & Sohn, Tendler & Co, Tendler & Schäfer und schließlich wieder Tendler & Co. Als Tendlers Witwe Dominica Veronica im Oktober 1854 die Buchhandlung übernahm, erblühte das Geschäft und der Verlag nahm an Bedeutung zu. In dieser Zeit fanden sich Werke von Anna Dorn, Luise Ebersberg und Franz Stelzhamer im Verlagsverzeichnis.
Am 24. Oktober 1858 wurden Sylvester Pötzelberger, der bereits seit 1855 Geschäftsführer und Teilhaber war, und Carl Fromme, der Prokurist, die neuen Besitzer der Buchhandlung. Allerdings schied Pötzelberger wegen seiner Gesundheit bereits Ende des Jahres 1861 aus dem Geschäft aus. Fromme behielt das damalige Sortiment bei und förderte seinen selbst ins Leben gerufenen Kalenderverlag. Den Tendler & Co Verlag verkaufte er an Carl Gerolds Sohn. Carl Fromme kaufte etwas später die Buchdruckerei Winternitz.
1868 verkaufte Fromme an Julius Grosser, der durch gewagte Spekulationen in Konkurs ging. Am 26. Oktober 1868 kauften Wilhelm Frick und Georg Paul Faesy die Buchhandlung aus der Konkursmasse Grossers.

### Faesy & Frick

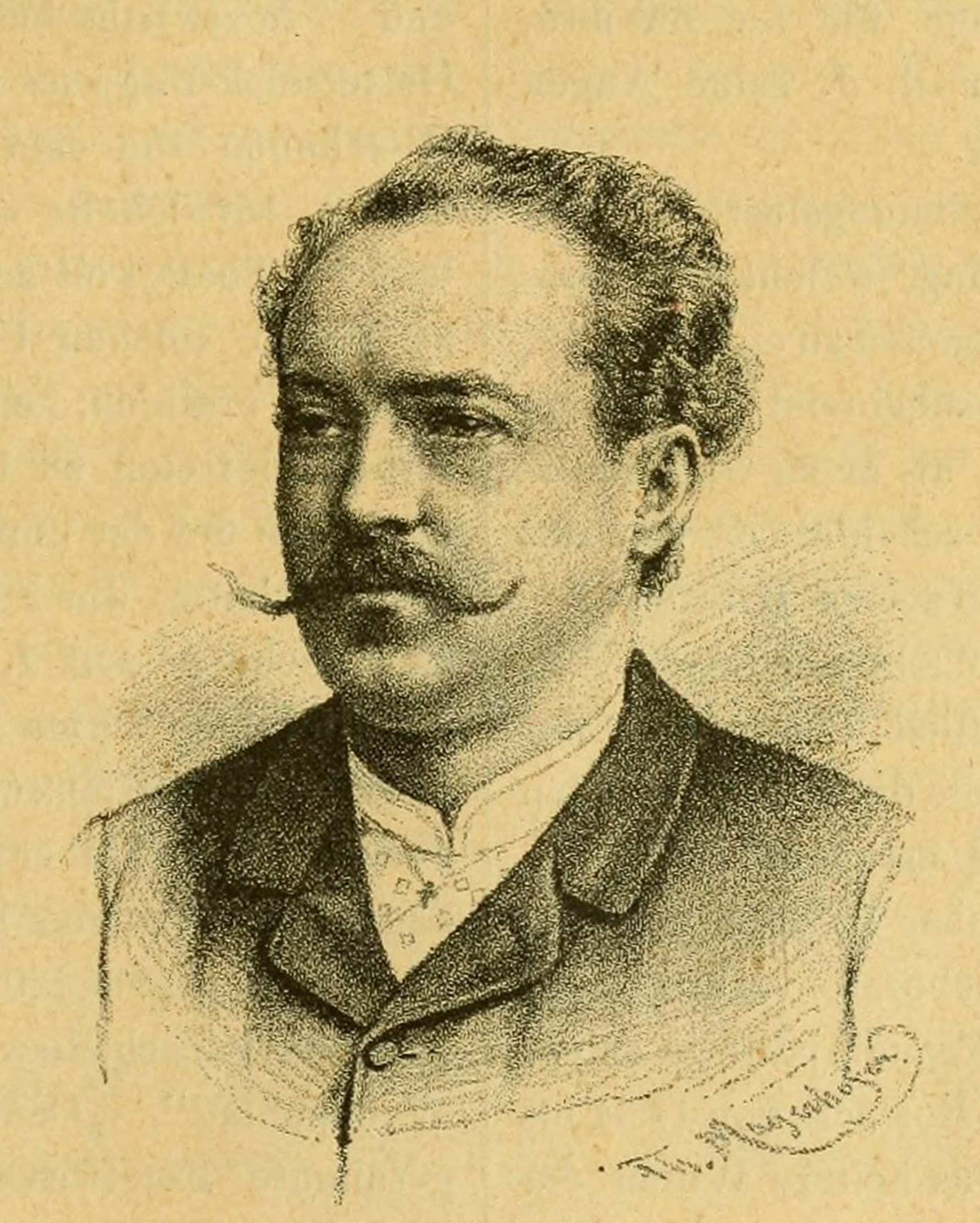
Wilhelm Frick

Wilhelm Johann Carl Frick (18. November 1843 – 8. November 1886) wurde in Charlottenthal bei Güstrow in Mecklenburg geboren. Früh elternlos geworden, erhielt er durch seine Pflegeeltern eine sorgfältige Erziehung und trat dann als Lehrling in die Stillersche Hofbuchhandlung in Rostock ein. 1864 verließ er seine Heimat und nahm in der Hofbuchhandlung von Credner in Prag eine Stelle als Gehilfe an, in welcher er auch dann noch blieb, als Credners Nachfolger Satow das Geschäft erwarb.
Schon während seiner Lehrzeit hatte er die Redaktion des »Stenographischen Unterhaltungsblattes« übernommen.
1867 zog Frick nach Wien, um in der Firma Tendler & Comp. die alleinige Leitung des Sortiments zu übernehmen.
Georg Paul Faesy, 1844 in Zürich geboren, 1887 in Wien gestorben, erhielt seine buchhändlerische Ausbildung bei Schulteß in Zürich, Nürnberg, Leipzig und Prag. Bei Credner in Prag hatte er Frick kennengelernt.
Als im Jahre 1868 – nur ein Jahr nach Fricks Übersiedlung nach Wien – die Firma Tendler infolge von Verlagsspekulationen schließen musste, war für Frick der Zeitpunkt gekommen, ein Feld selbständiger Wirksamkeit zu suchen. Hierzu bot ihm die Vereinigung mit G. P. Faesy Gelegenheit, mit welchem er am 26. Oktober 1868 unter der Firma Faesy & Frick am Graben 22 eine Sortimentsbuchhandlung eröffnete.
Die Herausgabe eines größeren landwirtschaftlichen Fachkataloges und die Gründung eines land- und forstwirtschaftlichen Literaturblattes, woran sich der Verlag der »Mittheilungen des k. k. Ackerbau-Ministeriums« und eine Anzahl von landwirtschaftlichen Schriften reihte, schufen dem landwirtschaftlichen Sortiment eine feste Grundlage. Diese Sparte entwickelte sich bald zu ungeahnter Ausdehnung mit Kunden in ganz Österreich. Als zweites Standbein spezialisierte sich Faesy & Frick erfolgreich auf fremdsprachige (besonders französische, englische und italienische) Literatur.
1872 erhielt die Firma den Titel eines k.u.k Hoflieferanten. In dasselbe Jahr fällt das Erscheinen des mit Geschick zusammengestellten und mit großem Beifall aufgenommenen ersten »Illustrierten Lagerkataloges«, einer damals noch neuen Erscheinung.
In den Jahren 1875–76 begann die Gründung des Zeitschriftenverlages: das Oesterreichische landwirtschaftliche Wochenblatt, das Centralblatt für das gesammte Forstwesen, die Wiener Obst- und Gartenzeitung (später mit dem Organ der Gartenbaugesellschaft vereinigt).
1886 erfolgte die Gründung von Fricks Rundschau, die ebenfalls von bestem Erfolge begleitet war.
1875 übersiedelte die Buchhandlung in größere Räumlichkeiten im neugebauten Haus Graben 27. 1877 und 1878 wurden der Firma durch die Übernahme der österreichischen Weltausstellungsberichte von Philadelphia und Paris neue, bedeutende Verlagsobjekte zugeführt.

### Wilhelm Frick Buchhandlung
Im Sommer 1881 übernahm Frick das Sortiment auf seine alleinige Rechnung, während Georg Paul Faesy, mit dem er auch danach freundschaftlich verbunden blieb, sich einen eigenen Wirkungskreis im Verlag suchte.
Nach dem Tod von Frick 1886 ging das Geschäft an seine Witwe über, die inzwischen ihren Schwager, den damaligen Prokuristen Albert Köhler, als Teilhaber aufgenommen hatte. Dieser leitete das umfangreiche Geschäft seit Fricks Tode allein.
1935 übernahm Heinrich Fischer (1903 Wien – 1977 London), der auch als Geschäftsführer fungierte, mit dem stillen Teilhaber Alois Engländer (1907 Prag – 1996 Wien) Buchhandlung und Verlag. Fischer war davor Teilhaber der Buchhandlung Berger & Fischer am Kohlmarkt. Er begann sofort mit einer regen Verlagstätigkeit, unter anderem verlegte er eines der ersten „Coffeetable“ Bücher in Form einer Monographie über die Wiener Philharmoniker mit einem Text des bedeutenden Musikkritikers Heinrich Kralik und später sehr beliebte humoristische Bücher mit Karikaturen von Eugen Graf Ledebur und Texten von Ferdinand Czernin. Zum Beispiel „Die Jagdfibel“ und „This Salzburg“.
Nach dem „Anschluss“ 1938 wurde Frick aufgrund der jüdischen Herkunft der Teilhaber arisiert. Fischer musste nach England auswandern und Engländer ging in die USA.1946 wurde Heinrich Weißhappel als öffentlicher Verwalter eingesetzt. Die ursprünglichen Inhaber Heinrich Fischer und Alois Engländer, der nach Wien zurückkehrte, erhielten ihre Anteile zurück. Fischer, der seinen Anteil an Engländer verkaufte, hatte in London eine Weltkarriere als Kunsthändler mit den Galerien Marlborough Fine Art und Fischer Fine Art begonnen, welche so bekannte Künstler wie Oskar Kokoschka und Henry Moore vertraten und sich auch als Pioniere der klassischen österreichischen Moderne (Klimt, Schiele) in den angelsächsischen Ländern Verdienste erworben hatten.
Die Buchhandlung Wilhelm Frick wurde am 16. Juni 1955 als „Wilhelm Frick Buchhandlung Gesellschaft m.b.H.“ eingetragen und am 23. Jänner 2001 gelöscht. Die ursprüngliche Gesellschaft wurde mit der „Buchhandlung Alpenverlag Gesellschaft m.b.H.“ gemäß Generalversammlungsbeschluss vom 28. September 2000 verschmolzen. Danach wurde der Firmenwortlaut des Alpenverlages auf „Wilhelm Frick Buchhandlung Gesellschaft m.b.H.“ geändert. Die neue Gesellschaft besteht seit 24. Februar 1947 und ist im Alleineigentum des geschäftsführenden Gesellschafters Wilhelm Sotsas, welcher auch an weiteren Gesellschaften direkt und indirekt Anteile besitzt bzw. deren Geschäftsführer ist (z. Bsp. WISO Buchvertrieb Ges.m.b.H., SOWI Beteiligungs GmbH und der Salzburger Buchhandlung Eduard Höllrigl, vorm. Herm.Kerber Gesellschaft m.b.H.). Sitz der Gesellschaft ist in 1230 Wien, Heizwerkstraße 8.
2004 übernahm die Wilhelm Frick Buchhandlung die 1785 gegründete Traditionsbuchhandlung Georg Prachner an der Wiener Kärntner Straße. In den Jahren bis 2017 wurden die Filiale Kärntner Straße sowie die Filiale Keplerplatz in Wien geschlossen. Derzeit gibt es vier Filialen in Wien sowie weitere vier in den Bundesländern. Neben dem ursprünglichen Segment Bücher führt das Unternehmen heute alle Segmente des modernen Buchhandels.